# ترومس أوغ فينمارك
ترومس أوغ فينمارك هي مقاطعة في شمال النرويج تم تأسيسها في 1 يناير 2020 نتيجة الإصلاح الإقليمي.

## نبذة
تعتبر ترومس أوغ فينمارك أكبر مقاطعة من حيث المساحة في النرويج، ومساحتها حوالي 75000 كيلومتر مربع (29000 ميل مربع). تم تشكيلها من خلال اندماج مقاطعتي فينمارك وترومس السابقتين بالإضافة إلى بلدية تيلدسوند من مقاطعة نوردلاند.

## الحكومة
ينقسم المركز الإداري للمقاطعة بين مدينتين. تقع المكاتب السياسية والإدارية في مدينة ترومسو (مقر مقاطعة ترومس القديمة). يقع مقر حاكم المقاطعة في مدينة فادسو (مقر مقاطعة فينمارك القديمة). تبلغ المسافة بين المدينتين حوالي 800 كيلومتر (500 ميل)، أي ما يقرب من 10 ساعات بالسيارة.